# لنز کانن تی‌اس-ئی ۲۴میلی‌متر
لنز کانن تی‌اس-ئی ۲۴میلی‌متر (به انگلیسی: Canon TS-E 24mm lens) نام لنز دوربین عکاسی از نوع اصلاح پرسپکتیو است که توسط شرکت کانن تولید می‌شود. فاصلهٔ کانونی این لنز ۲۴ میلی‌متر، دیافراگم آن دارای ۸ تیغه و ضریب اف آن اف ۳٫۵ تا اف ۲۲ است. این لنز در 2006 میلادی تولید و عرضه شده‌است.